# Parque Grande José Antonio Labordeta
El parque Grande José Antonio Labordeta es un parque de la ciudad de Zaragoza (España) inaugurado en 1929 y situado en el distrito de Universidad. Desde su inauguración y durante 81 años se denominó oficialmente parque de Primo de Rivera y popularmente como parque Grande, pero tras el fallecimiento del cantautor y político José Antonio Labordeta en 2010 el Ayuntamiento de Zaragoza bautizó este parque con su nombre.

## Historia
El parque fue diseñado y construido entre los años 1913 y 1927 por iniciativa del concejal Vicente Galbe Sánchez-Plazuelos, y fue inaugurado oficialmente en 1929 por Miguel Primo de Rivera, quien daba nombre al parque, estando entonces situado a las afueras del núcleo urbano de la ciudad zaragozana, que entonces apenas superaba los 160.000 habitantes.
Debido al crecimiento de la ciudad, el parque se encuentra ahora dentro del núcleo urbano de la misma, enclavado en el distrito de Universidad y junto a edificios como el Hospital Miguel Servet, el Estadio de La Romareda y la Cámara de Comercio.
Durante casi un siglo fue el parque más grande de la ciudad hasta la realización en el año 2008 del Parque del Agua Luis Buñuel con motivo de la Expo Zaragoza 2008. 
El cantautor y político José Antonio Labordeta falleció el 19 de septiembre de 2010, y al día siguiente el pleno del ayuntamiento de Zaragoza bautizó este parque con su nombre.

## Lugares

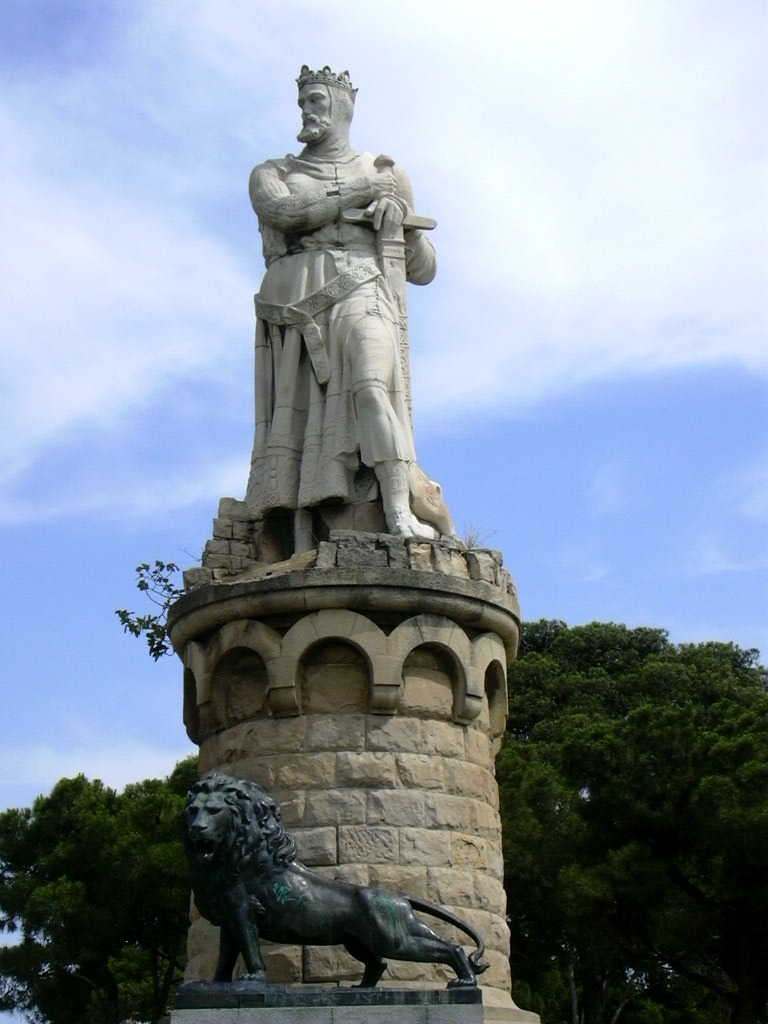
Estatua El Batallador, dedicada al rey Alfonso I de Aragón

Dentro del parque se puede disfrutar de gran cantidad de espacios naturales y de monumentos entre los que cabe destacar:
- El acceso principal se lleva a cabo a través del puente de los Cantautores, denominado hasta abril de 2012 puente Trece de Septiembre,[3] en conmemoración del día en que el general Miguel Primo de Rivera se pronunció desde la Capitanía de Barcelona, y que da paso al paseo de San Sebastián, que cuenta con jardines y fuentes de inspiración versallesca.

- Un lugar destacado es El Batallador, gran monumento al rey Alfonso I de Aragón, inaugurado en 1925 como conmemoración del octavo centenario de la reconquista de la ciudad por su parte.

- Otro monumento que se puede visitar en el parque es la Fuente de la Princesa, la primera fuente que se instaló en Zaragoza, a principios del siglo XIX.
- El Jardín Botánico de Zaragoza se encuentra en el interior del parque. Su origen se remonta a 1796.

- También destacan grandes avenidas (como la Av. de los Bearneses o el Paseo de Manuel Azaña), al igual que el Museo Etnológico, el Rincón de Goya, el Jardín de Invierno, el quiosco de la música, etc.

## Especies

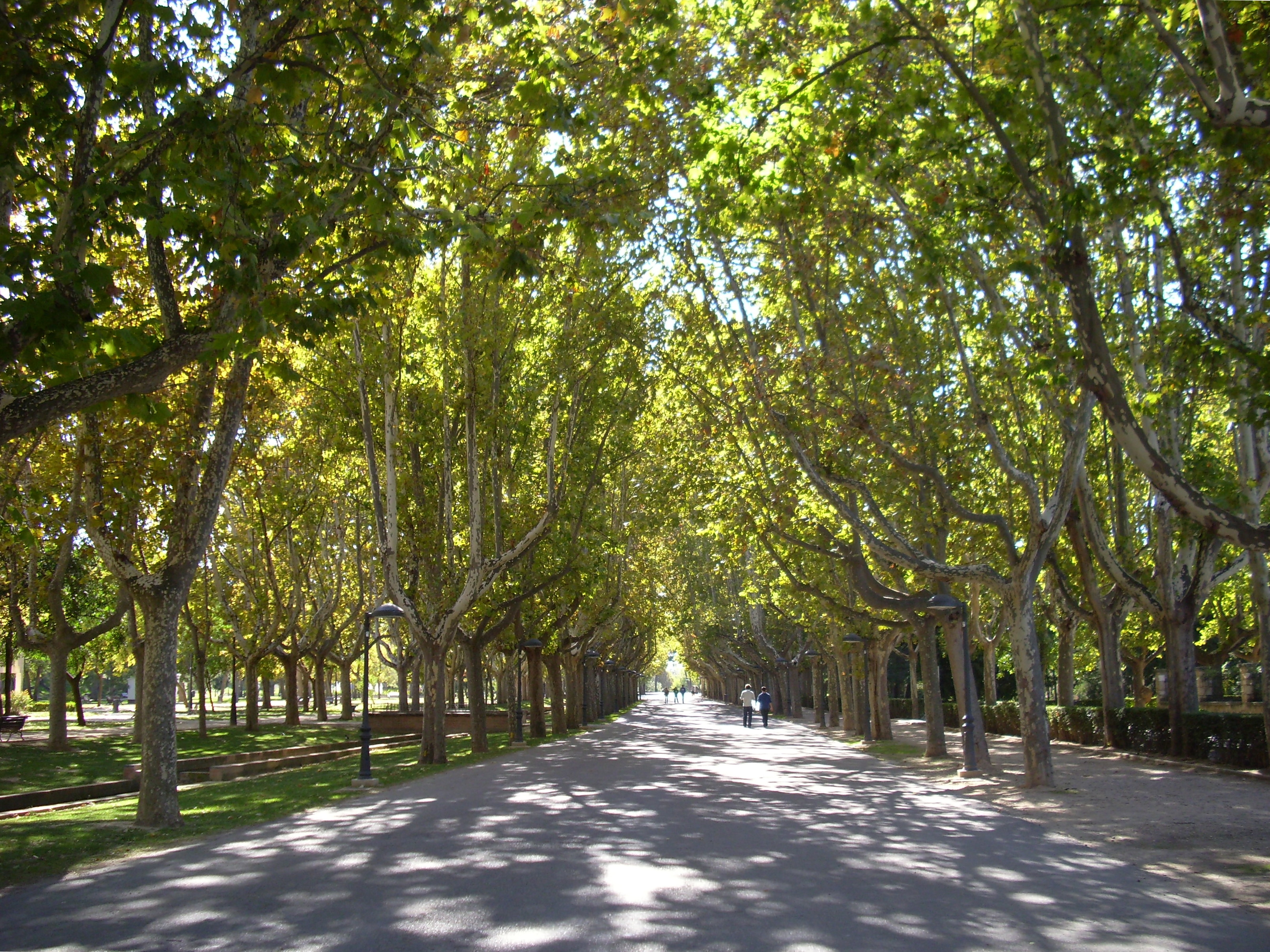
Plátanos de sombra en el Paseo de los Bearneses

Algunos de los árboles que se pueden contemplar en el parque son: 
- Plátanos de sombra (Platanus × hispanica)
- Cipreses de Portugal (Cupressus lusitanica)
- Fresnos de hoja estrecha (Fraxinus angustifolia)

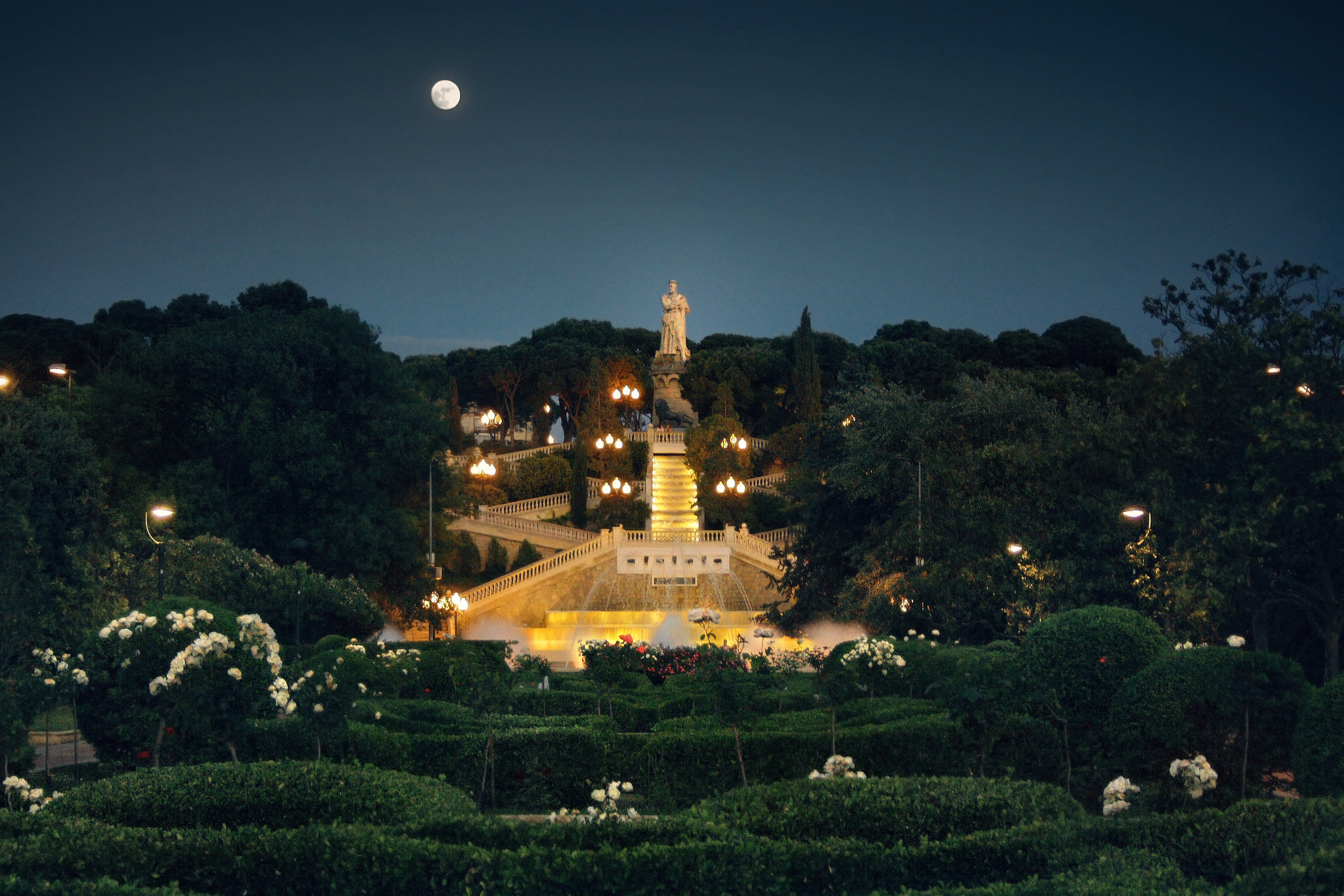
Vista desde la entrada. Estatua de Alfonso I el Batallador al fondo

- Chopos (Populus nigra)
- Ailantos (Ailanthus altissima)
- Palmeras (Phoenix canariensis)
- Álamos (Populus alba)[4]

## Galería

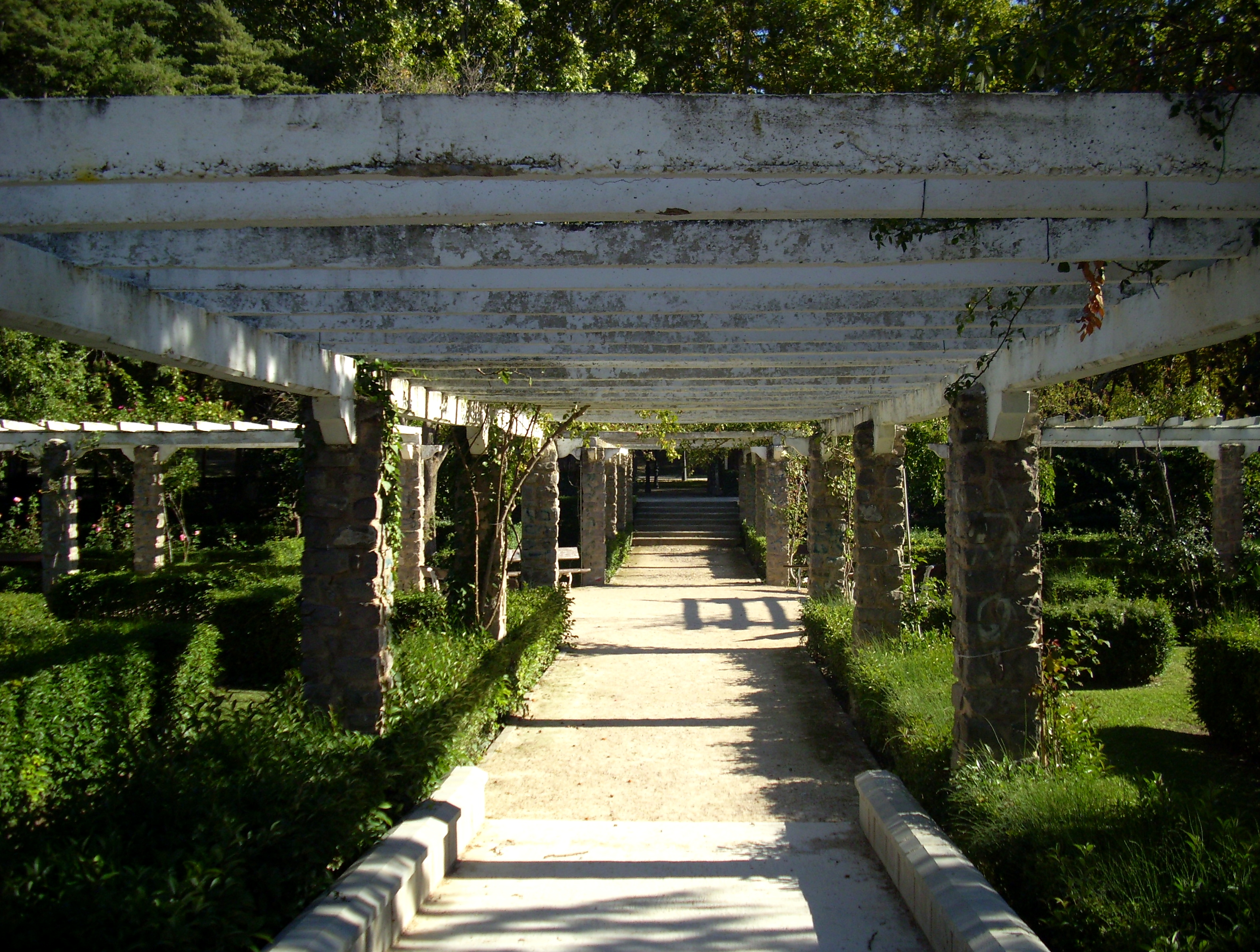
Rosaleda
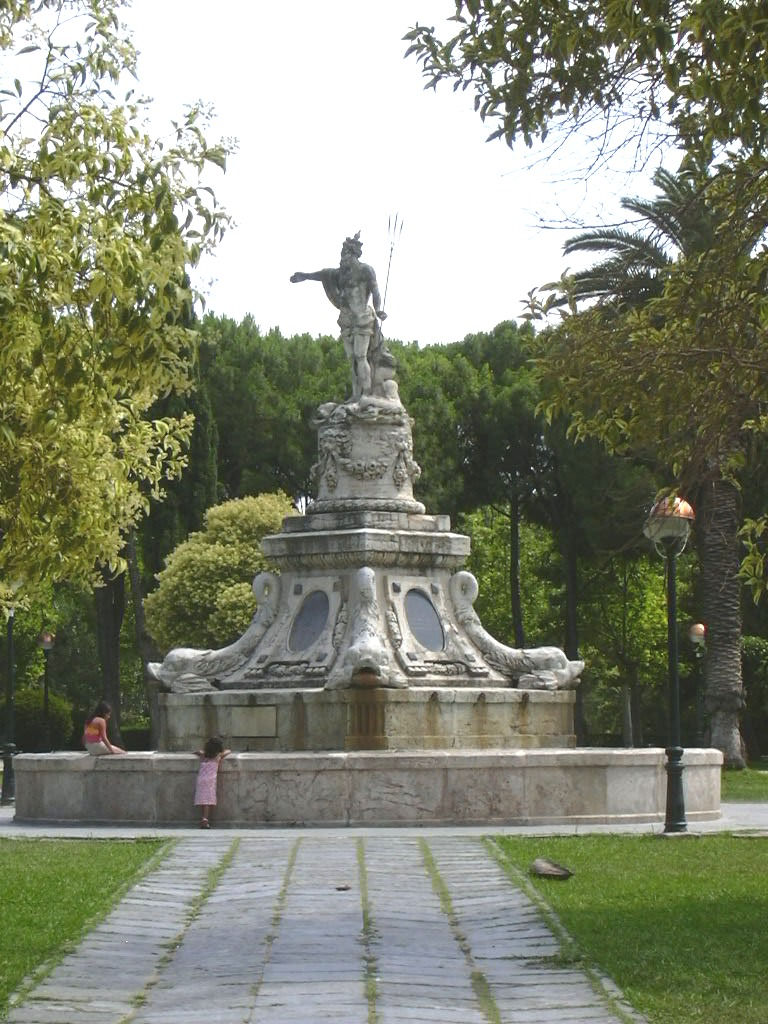
Fuente de la Princesa
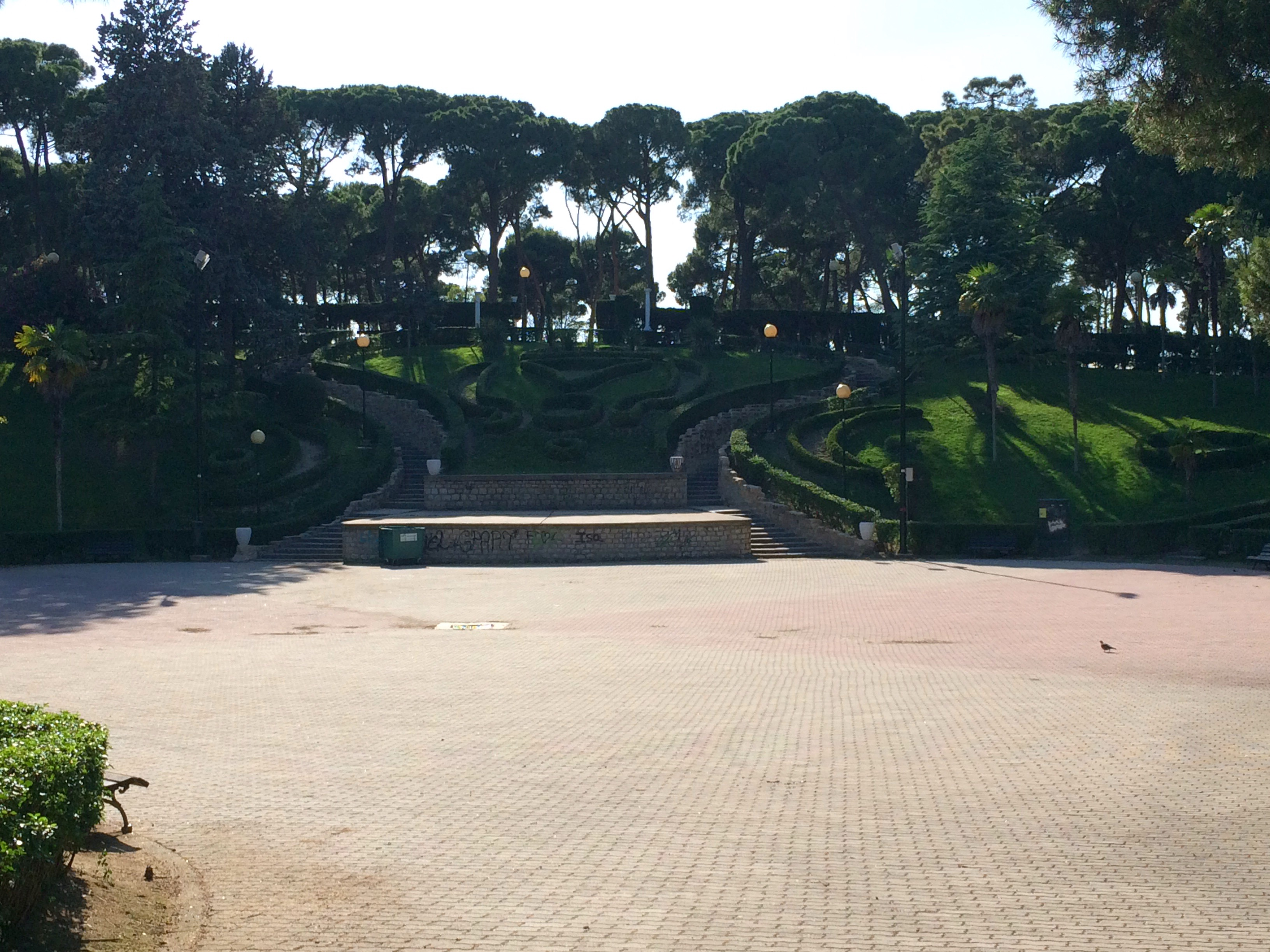
Jardín de invierno
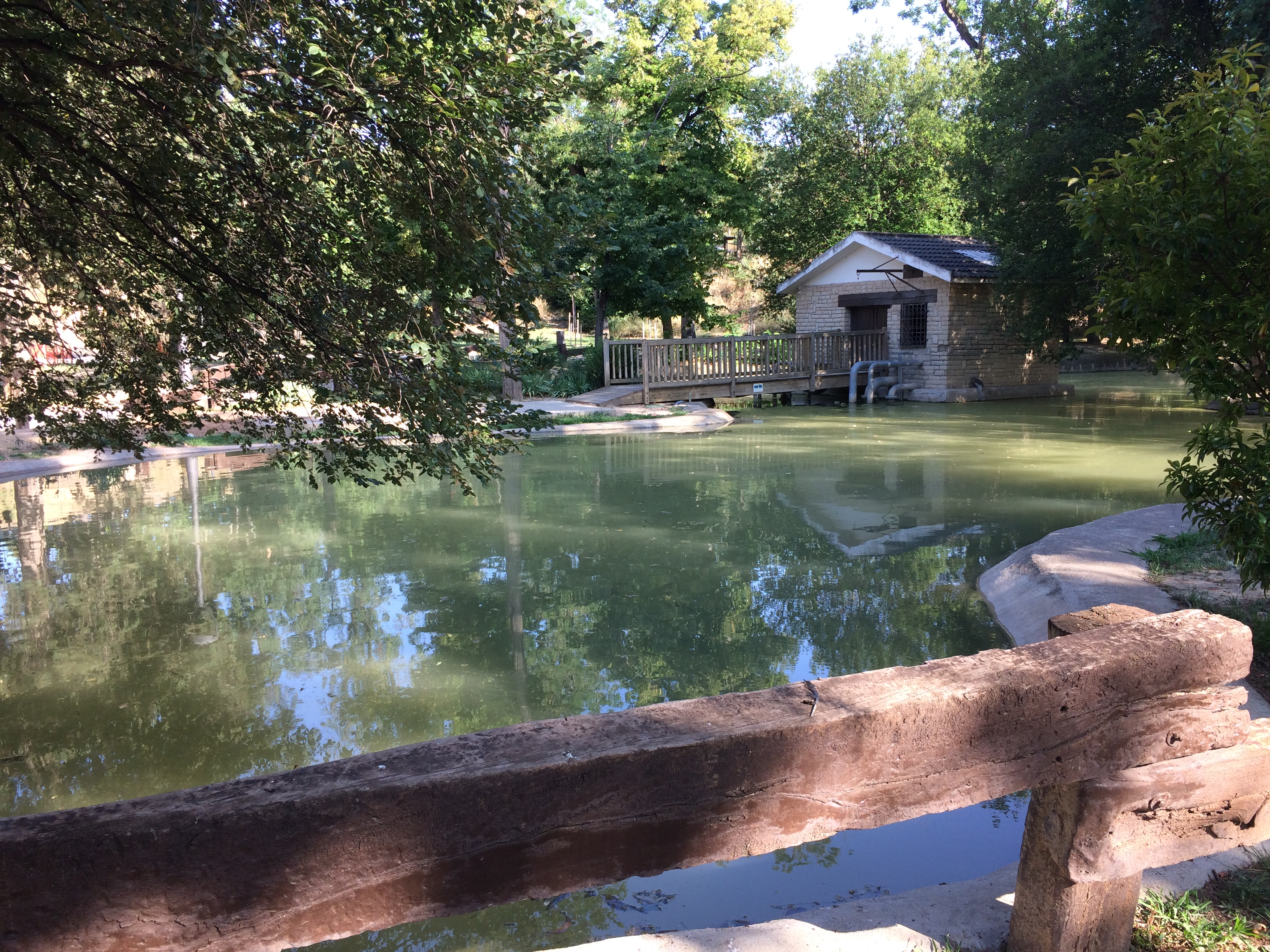
Estanque
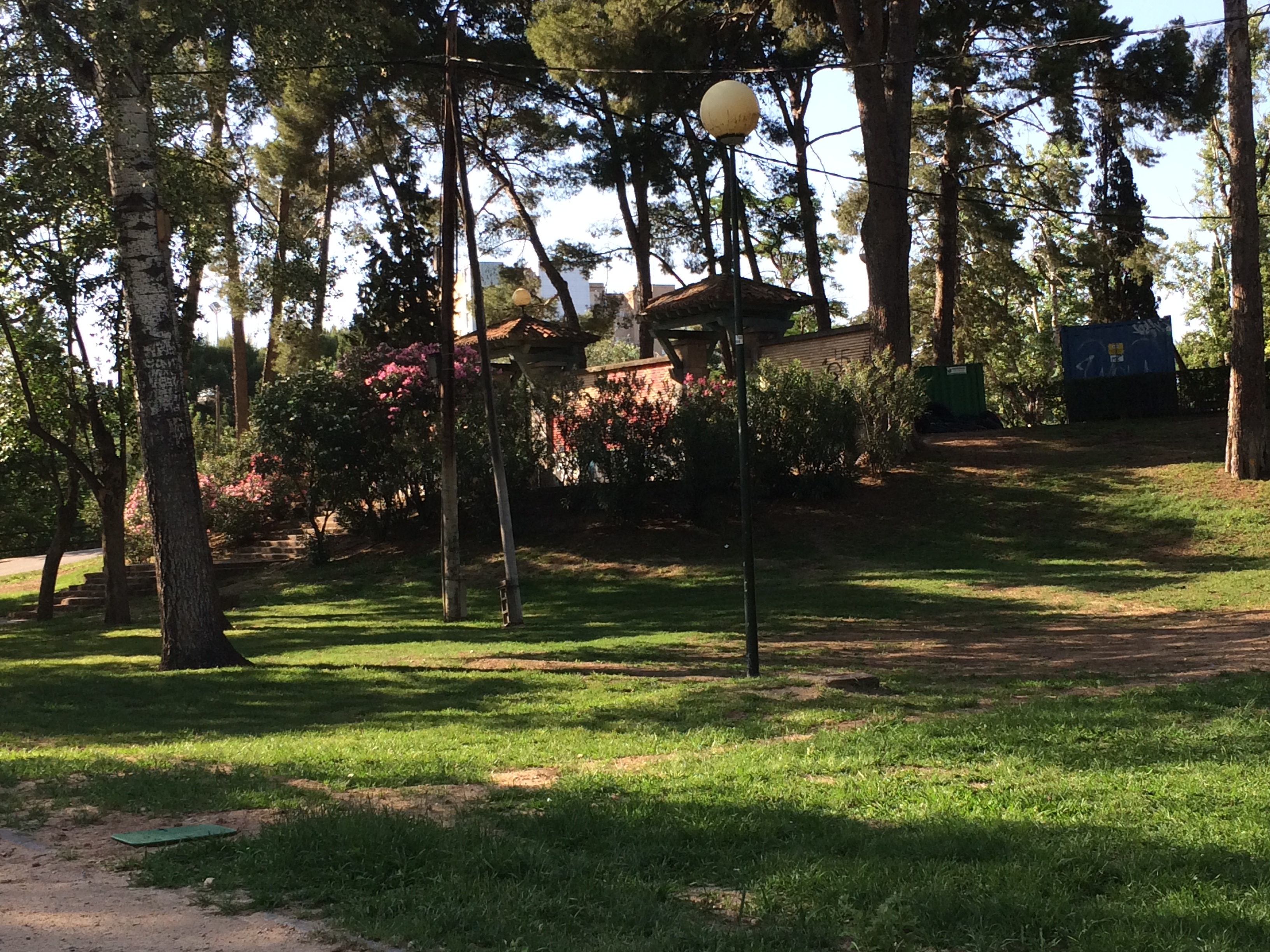
Rincón de Goya
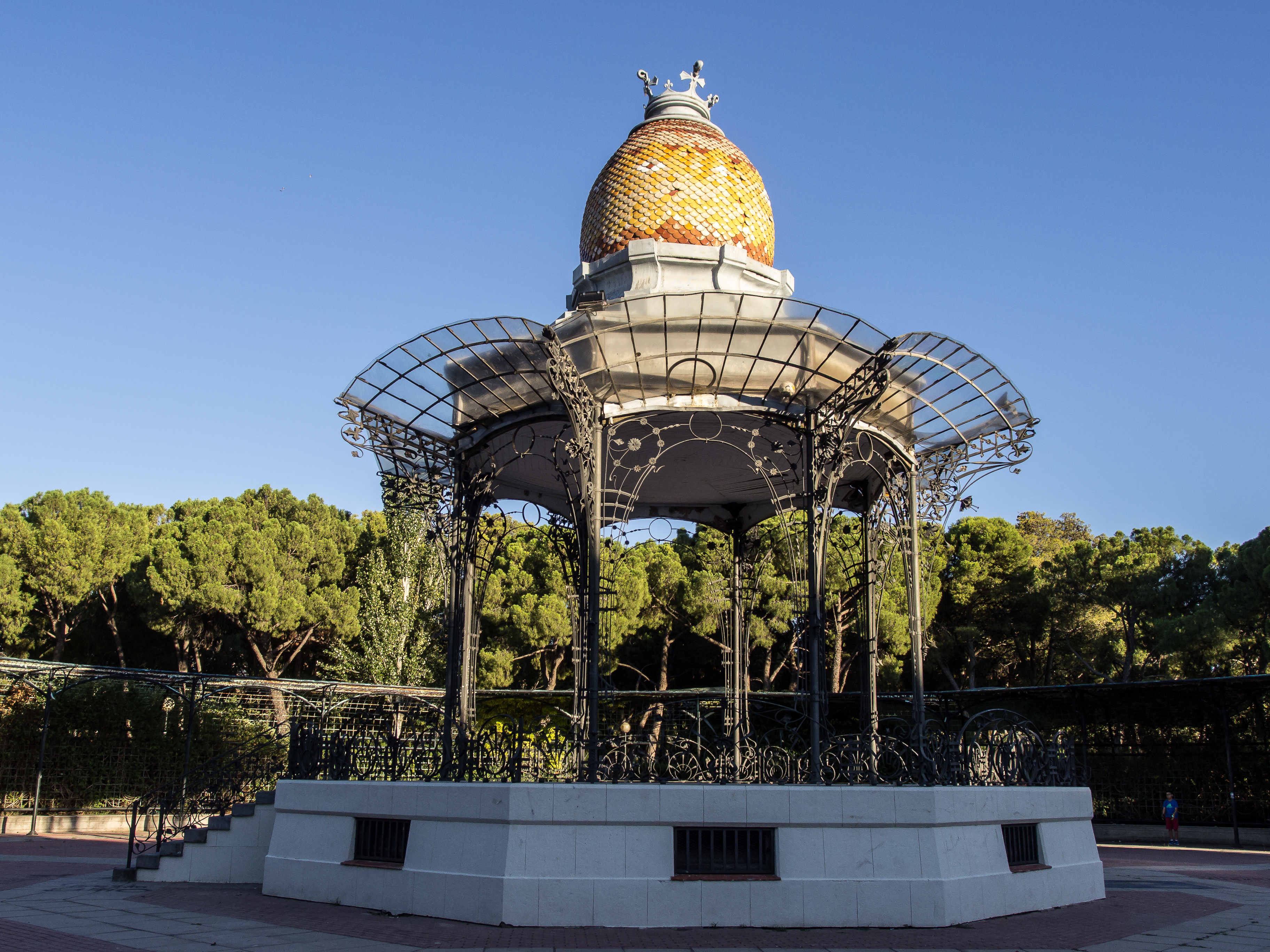
Quiosco de la música
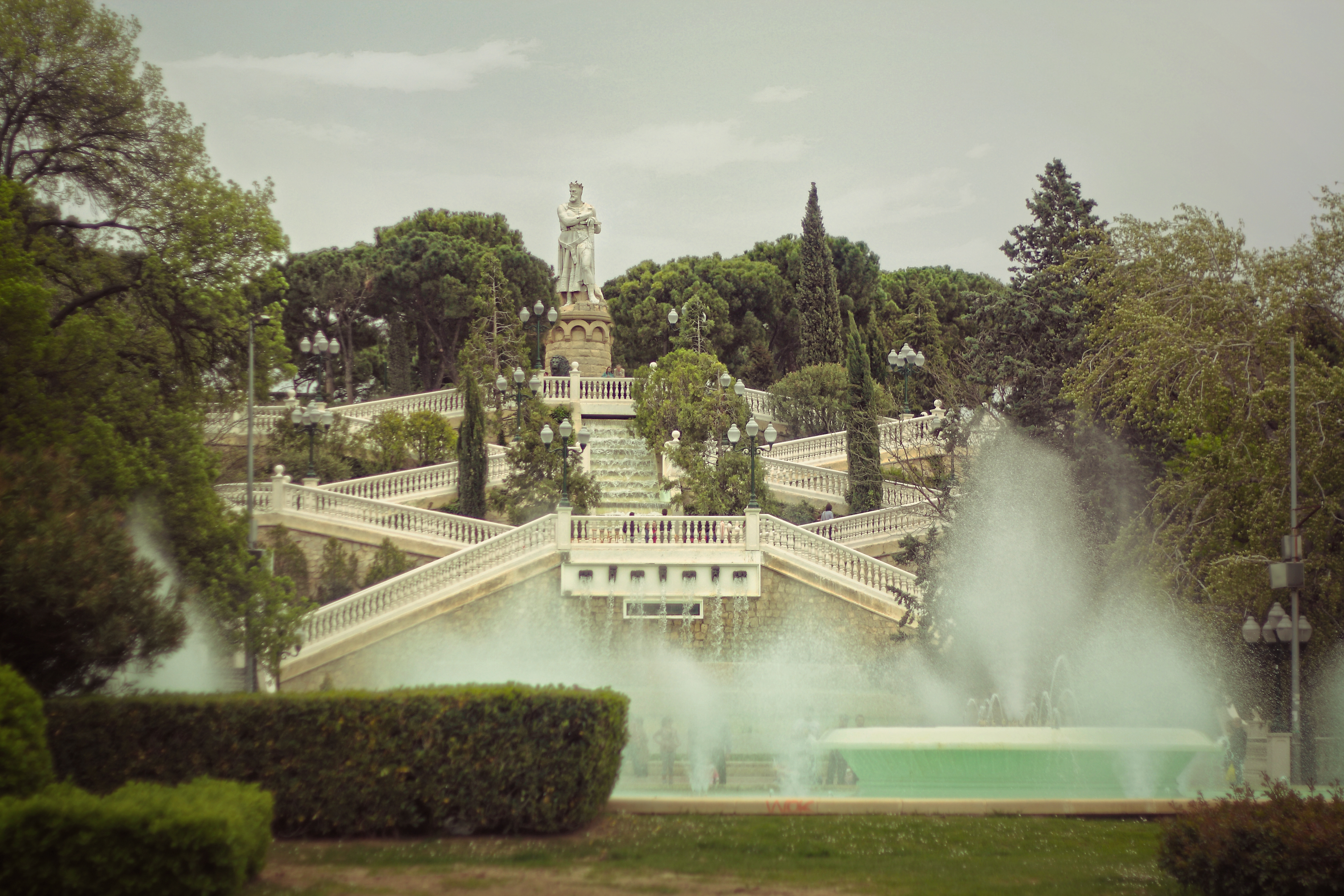
Fuente monumental
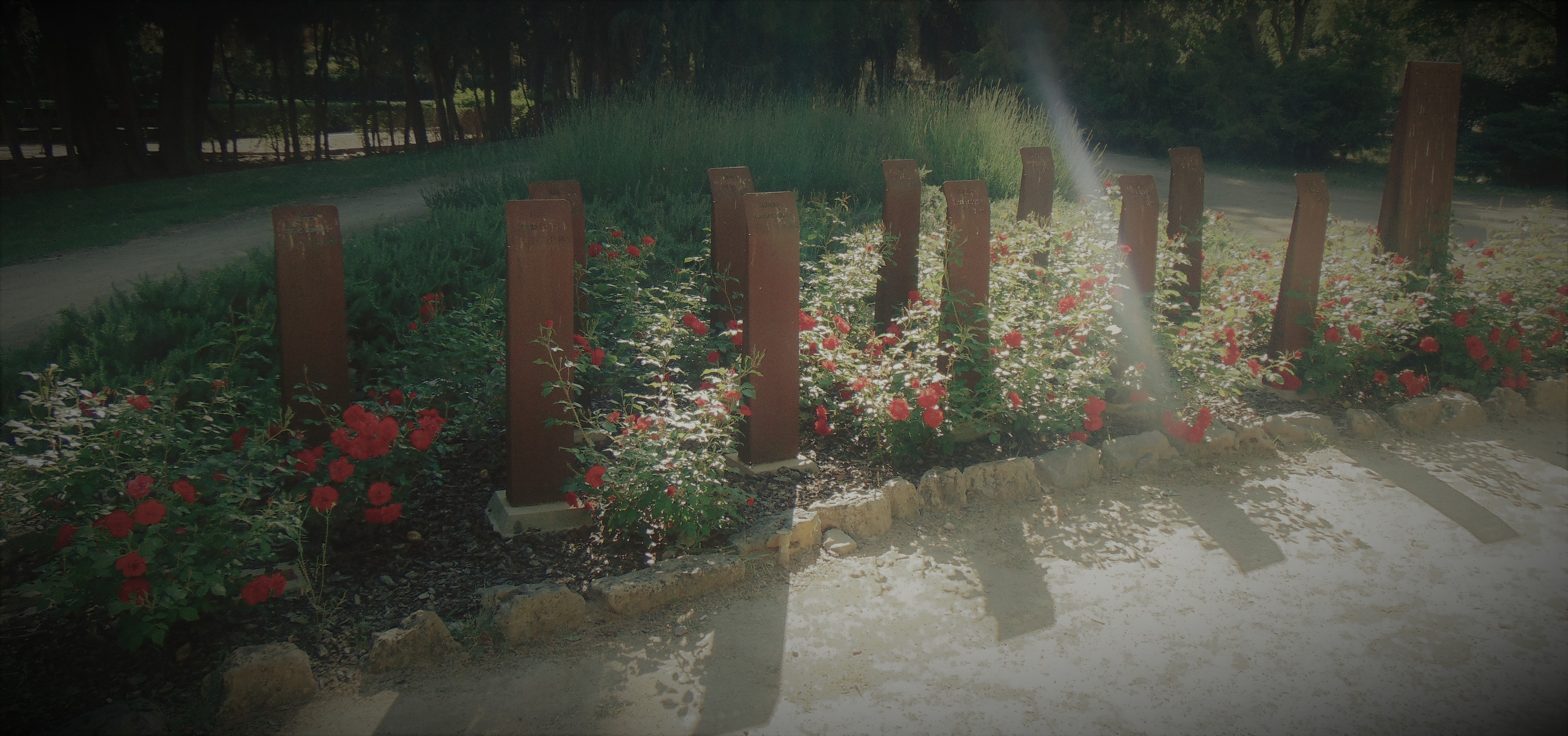
Glorieta de las Trece Rosas
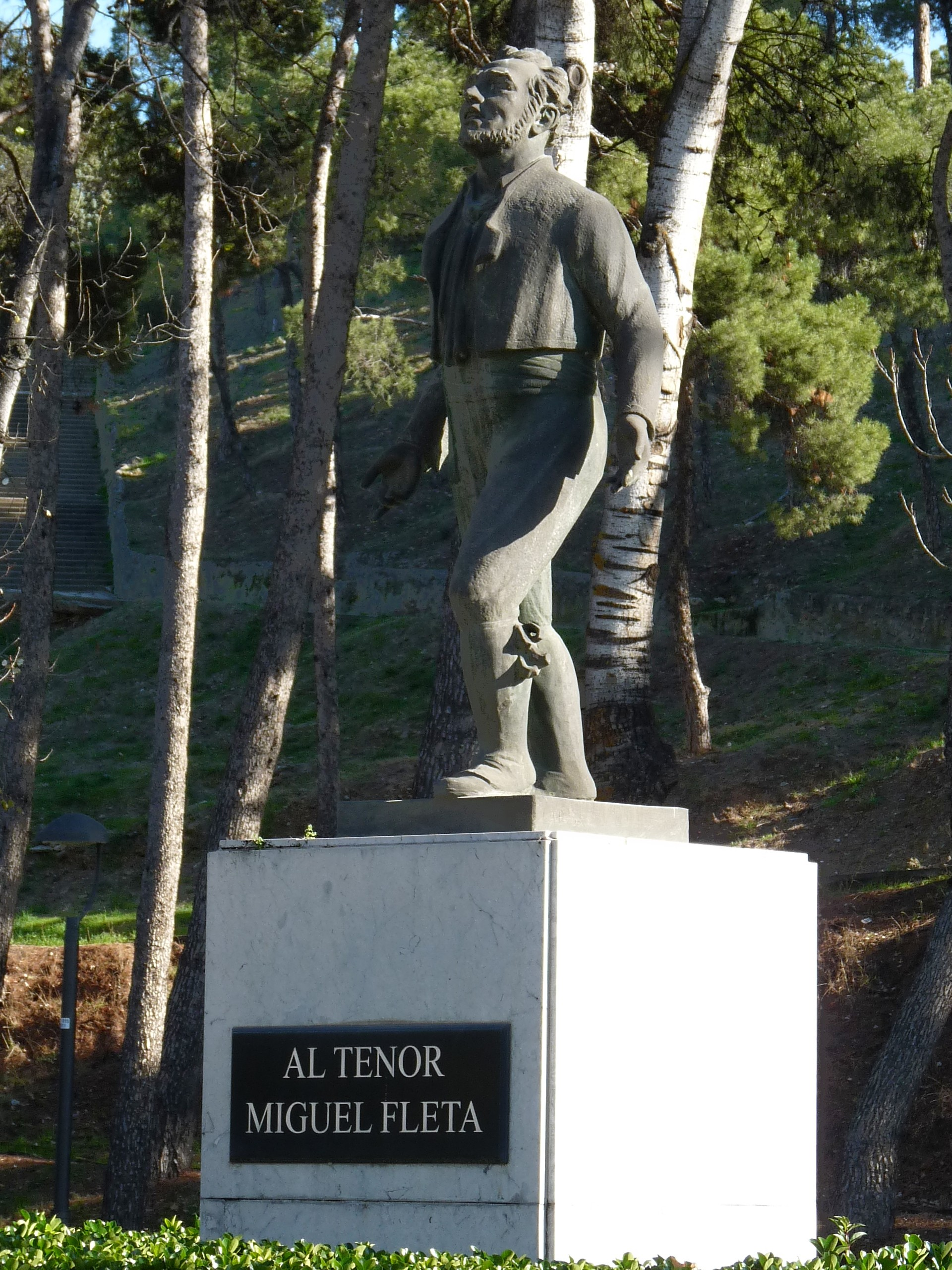
Estatua de Miguel Fleta
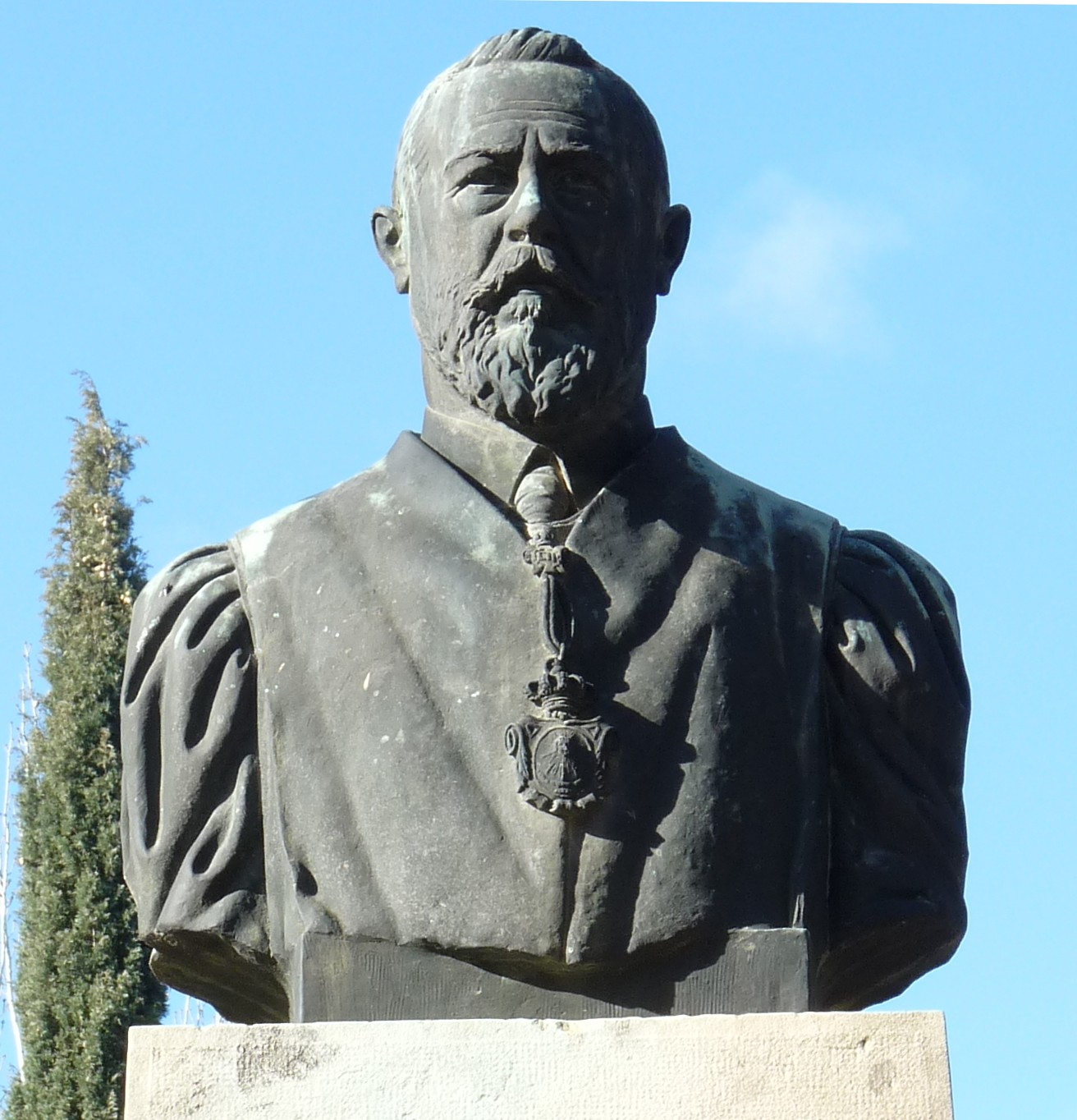
Estatua del Doctor Cerrada
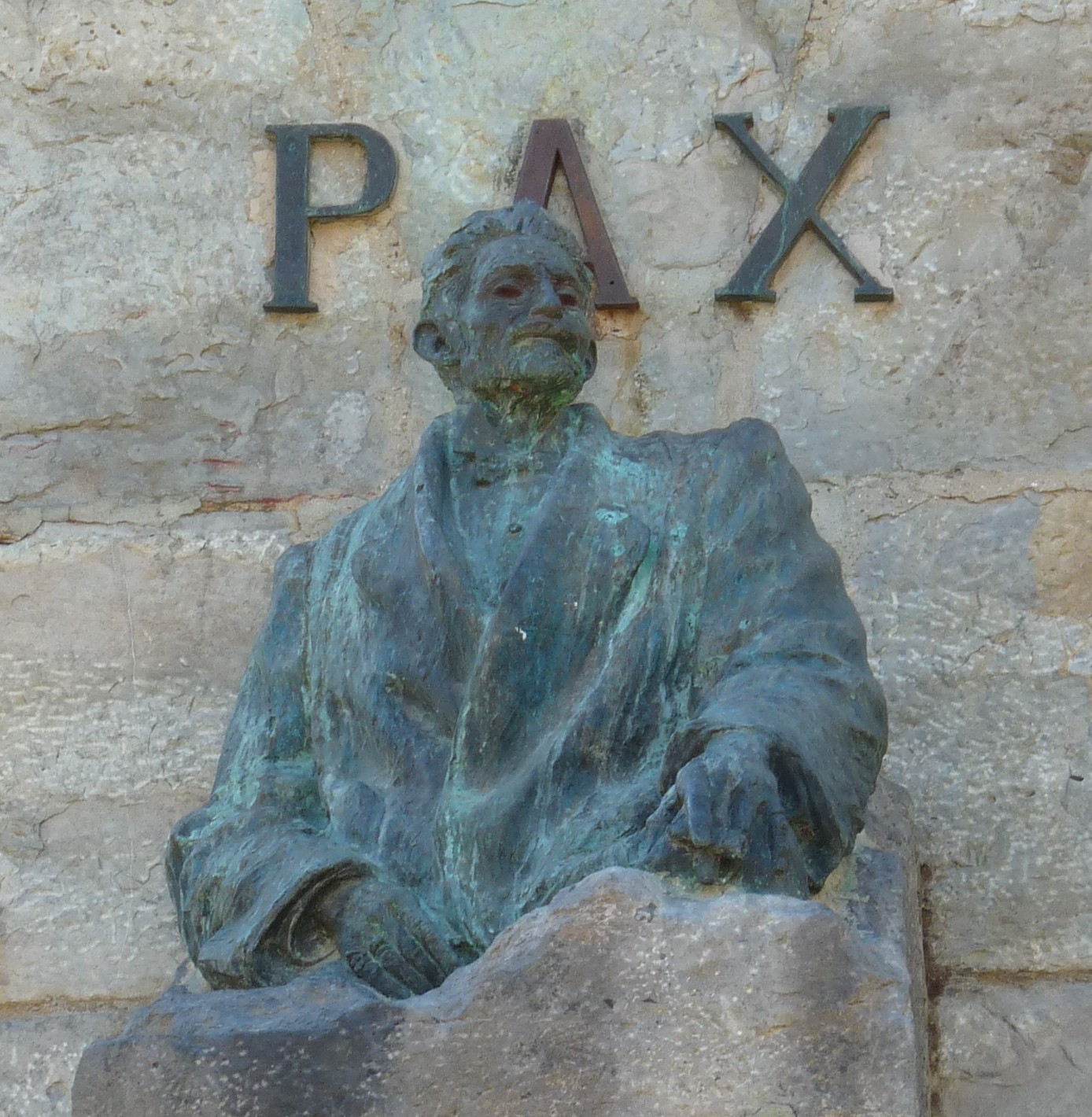
Estatua de Basilio Paraíso